# Comitato di Csongrád
Il comitato di Csongrád (in ungherese Csongrád vármegye, in romeno Comitatul Ciongrad, in latino Comitatus Csongradiensis o Chongradiensis) è stato un antico comitato del Regno d'Ungheria. Capoluogo del comitato era la città di Szentes.

## Geografia fisica
Il comitato di Csongrád confinava con gli altri comitati di Pest-Pilis-Solt-Kiskun, Jász-Nagykun-Szolnok, Békés, Csanád, Torontál e Bács-Bodrog. Situato in una zona completamente pianeggiante, era attraversato dal Tibisco; oltre al capoluogo, le città principali erano Seghedino e Hódmezővásárhely.

## Storia
Per effetto delle cessioni territoriali sancite dal Trattato del Trianon nel 1920 l'Ungheria dovette rinunciare alla parte meridionale del comitato (regione di Horgos), che passò al Regno dei Serbi, Croati e Sloveni (futura Jugoslavia). Il resto del territorio rimase invece in Ungheria e il comitato seguì ad esistere. Dopo la fine della seconda guerra mondiale, per effetto della riforma amministrativa ungherese del 1950, il comitato venne infine fuso con quello di Csanád-Arad-Torontál a formare la contea di Csongrád-Csanád. La parte serba del comitato fa invece parte della Voivodina.